# Питерлен
Питерлен (нем. Pieterlen) — коммуна в Швейцарии, в кантоне Берн.
До 2009 года входила в состав округа Бюрен, с 2010 года входит в округ Биль/Бьен. Население составляет 3347 человек (на 31 декабря 2006 года). Официальный код — 0392.